# Сампсон (округ)
Округ Сампсон (англ. Sampson County) располагается в штате Северная Каролина, США. Официально образован в 1784 году. По состоянию на 2010 год, численность населения составляла 63 431 человек.

## География
По данным Бюро переписи США, общая площадь округа равняется 2452,732 км2, из которых 2447,552 км2 суша и 5,180 км2 или 0,210 % это водоёмы.

## Население
По данным переписи населения 2010 года в округе проживает 63 431 жителей в составе 22 624 домашних хозяйств и 16 214 семей. Плотность населения составляет 25,00 человек на км2. На территории округа насчитывается 26 476 жилых строений, при плотности застройки около 10,00-ти строений на км2. Расовый состав населения: белые — 56,70 %, афроамериканцы — 27,00 %, коренные американцы (индейцы) — 2,00 %, азиаты — 0,40 %, гавайцы — 0,10 %, представители других рас — 2,00 %, представители двух или более рас — 0,00 %. Испаноязычные составляли 16,50 % населения независимо от расы.
В составе 33,40 % из общего числа домашних хозяйств проживают дети в возрасте до 18 лет, 53,60 % домашних хозяйств представляют собой супружеские пары проживающие вместе, 14,30 % домашних хозяйств представляют собой одиноких женщин без супруга, 27,20 % домашних хозяйств не имеют отношения к семьям, 23,70 % домашних хозяйств состоят из одного человека, 10,20 % домашних хозяйств состоят из престарелых (65 лет и старше), проживающих в одиночестве. Средний размер домашнего хозяйства составляет 2,64 человека, и средний размер семьи 3,09 человека.
Возрастной состав округа: 25,80 % моложе 18 лет, 9,40 % от 18 до 24, 29,70 % от 25 до 44, 22,30 % от 45 до 64 и 22,30 % от 65 и старше. Средний возраст жителя округа 35 лет. На каждые 100 женщин приходится 98,20 мужчин. На каждые 100 женщин старше 18 лет приходится 95,90 мужчин.
Средний доход на домохозяйство в округе составлял 31 793 USD, на семью — 38 072 USD. Среднестатистический заработок мужчины был 26 806 USD против 20 657 USD для женщины. Доход на душу населения составлял 14 976 USD. Около 13,50 % семей и 17,60 % общего населения находились ниже черты бедности, в том числе — 21,50 % молодежи (тех, кому ещё не исполнилось 18 лет) и 21,50 % тех, кому было уже больше 65 лет.